# آندروود (آیووا)
آندروود (به انگلیسی: Underwood) شهری در ایالت آیووا کشور ایالات متحده آمریکا است که جمعیت آن در سرشماری سال ۲۰۱۰ میلادی، ۹۱۷ نفر بوده‌است.